# Aleksej Mirantsjoek
Aleksej Andrejevitsj Mirantsjoek (Russisch: Алексей Андреевич Миранчук) (Slavjansk aan de Koeban, 17 oktober 1995) is een Russisch voetballer die doorgaans als offensieve middenvelder speelt. Mirantsjoek debuteerde in 2015 in het Russisch voetbalelftal. Hij is de tweelingbroer van voetballer Anton Mirantsjoek.

## Clubcarrière
Mirantsjoek speelde in jeugdelftallen van Olimp Slavjansk-na-Koebani, Spartak Moskou en Lokomotiv Moskou. Hij debuteerde voor Lokomotiv Moskou in de Premjer-Liga op 20 april 2013 tegen Koeban Krasnodar Op 5 mei 2013 maakte hij zijn eerste doelpunt in het betaald voetbal voor Lokomotiv Moskou in een met 4–2 gewonnen duel tegen Amkar Perm. In zijn eerste twee seizoenen bij de club zat Mirantsjoek voornamelijk op de reservebank; in het seizoen 2014/15 speelde hij zijn meeste wedstrijden. Zeventien wedstrijden speelde hij mee, waaronder tien wedstrijden waarin hij in het basiselftal startte. Op 21 mei 2015 speelde hij mee in de finale van de strijd om de Russische voetbalbeker: na 71 minuten speeltijd viel hij in voor Manuel Fernandes. In de verlenging (1–1 na reguliere speeltijd) maakte Mirantsjoek het derde en beslissende doelpunt voor Lokomotiv, dat de beker voor de zesde maal won.

## Interlandcarrière
Aleskej Mirantsjoek maakte zijn debuut in het Russisch voetbalelftal op 7 juni 2015 in een oefeninterland tegen Wit-Rusland (4–2 winst). Hij verving Joeri Zjirkov na 71 minuten speeltijd en bracht bij een 2–2 stand tien minuten later Rusland weer op voorsprong, op aangeven van Oleg Sjatov. Mirantsjoek nam in juni 2017 met gastland Rusland deel aan de FIFA Confederations Cup 2017, waar het in de groepsfase werd uitgeschakeld.